# Trojaczek (województwo kujawsko-pomorskie)
Trojaczek – wieś w Polsce położona w województwie kujawsko-pomorskim, w powiecie radziejowskim, w gminie Piotrków Kujawski.

## Podział administracyjny
W latach 1975–1998 miejscowość administracyjnie należała do województwa włocławskiego.

## Demografia
Według Narodowego Spisu Powszechnego (III 2011 r.) liczyła 36 mieszkańców. Jest najmniejszą miejscowością gminy Piotrków Kujawski.